# There Is Love in You
There Is Love in You ist ein Album von Kieran Hebden unter seinem Pseudonym Four Tet. Es erschien am 25. Januar 2010 auf Domino Records. Die erste Single des Albums, Love Cry, wurde als limitierte 12"-Single am 2. November 2009 veröffentlicht.
Der Dubstepmusiker Burial co-produzierte die Tracks Love Cry und Plastic People.

## Rezeption
Mark Richardson von Pitchfork Media vergab 8,6/10,0 Punkte an die Platte und verlieh ihr auch das Attribut „best new music“.
Deborah Schmidt von laut.de vergibt drei von fünf Punkten und schreibt:

„Das letzte Full-Length-Album von Kieran Hebden, der sich hinter Four Tet verbirgt, liegt mittlerweile vier Jahre zurück. Nach so langer Zeit hätte man vielleicht etwas mehr erwartet als ... charmante Hintergrundmusik.“

## Titelliste
1. Angel Echoes – 4.00
2. Love Cry – 9.13
3. Circling – 5.18
4. Pablo’s Heart – 0.12
5. Sing – 6.49
6. This Unfolds – 7.55
7. Reversing – 2.40
8. Plastic People – 6.34
9. She Just Likes To Fight – 4.34